# Little Lulu to Chitcha na Nakama
Luluzinha e Seus Pequenos Amigos (リトル・ルルとちっちゃい仲間, Ritoru Ruru to Chitchai Nakama, Little Lulu to Chitcha na Nakama) foi um anime com 26 episódios, a série foi produzida pelo estúdio Nippon Animation e foi ao ar pela ABC e pela TV Asahi entre 3 de outubro de 1976 e 3 de abril de 1977 a série foi dirigida por Fumio Kurokawa e contou com os seyus Eiko Masuyama e Minori Matsushima dublando Luluzinha. Também foi exibido no Brasil pelo SBT entre os anos 1980 com a distribuição de ZIV Internacional. Em Portugal este anime foi emitido pela RTP. A série também fez grande sucesso em vários países, principalmente nos países de língua espanhola. A série apresenta o dia-a-dia de Luluzinha e Bolinha com sua turma, onde ocorrem várias brincadeiras e situações inusitadas.

## Elenco
- Luluzinha: Eiko Masuyama (episódios 1-3) e Minori Matsushima (episódios 4-26)
- Bolinha: Keiko Yamamoto
- Plínio: Noriko Ohara
- Carequinha: Yoneko Matsukane
- Aninha: Junko Hori
- Alvinho: Sachiko Chijimatsu
- Mãe: Noriko Ohara
- Pai: Masayuki Kato